# Chant Corse
Chant Corse. Manuscrits franciscains (XVII-XVIIIe siècles) es un álbum grabado en el año 1993 y publicado en 1994 por el Ensemble Organum, grupo dirigido por Marcel Pérès.

## El repertorio
Las piezas registradas en este disco provienen de cuatro libros que se encuentran en la Bibliothèque provinciale des Franciscaines de Corse (B.P.F.C.) en Bastia. Por conveniencia se denominarán fuente A, B, C y D respectivamente:
- Fuente A: Es un manuscrito titulado "Cantilena del Convento di Niolo". Es un Kyrial escrito en el Monasterio de Niolo en 1749 por el padre F. Casimiro que contiene una docena de misas y, al final del libro, varios himnos y antífonas.
- Fuente B: Es también un Kyrial manuscrito con una docena de misas, aunque son diferentes de las de la fuente anterior. No se sabe con exactitud su procedencia y podría datar de finales del siglo XVII. De todos los libros con canto corso que han sobrevivido, este es el más extraño y el más rico, encontrándose en él hasta cinco estilos musicales diferentes, el más antiguo de ellos con las fórmulas típicas del canto italiano ornamentado del siglo XVI. Algunas de sus misas son muy parecidas a las que se han conservado en la tradición oral.
- Fuente C: Es un pequeño libro impreso llamado "Manuale Choricanum" que perteneció al Monasterio de Alziprato. Fue publicado en Génova en 1649 por el impresor Farroni. Contiene himnos devocionales y, lo que es más importante, al final del libro se encuentra un fauxbourdon para las letanías y un Tantum Ergo y un Veni Creator polifónicos. El estilo está relacionado con el falsibordoni italiano de finales del Renacimiento. Las piezas de este libro son los ejemplos más antiguos de polifonía encontrados en Córcega.
- Fuente D: Es un Kyrial de origen desconocido que podría datar de finales del siglo XIII y que fue encontrado a principios del siglo XX en el monasterio de Bastia. Todas las misas que contiene son a dos voces, la mayoría en un estilo rococó similar al de las piezas procedentes del manuscrito del Monasterio de Niolo (Fuente A).

## Pistas
1. "Laeta devote"  - 6'42

2. "Kyrie eleison"  - 5'17

3. "Gloria in excelsis Deo"  - 3'39

4. "Sanctus"  - 3'43

5. "Paschalis admirabilis"  - 4'10

6. "Tantum ergo sacramentum"  - 3'49

7. "Tota pulchra es Maria"  - 2'30

Réquiem:

 8. "Requiem æternam" - 3'15

 9. "Kyrie eleison"  - 4'38

10. "Domine Jesu Christe" (Ofertorio) - 3'36

11. "Sanctus"  - 1'47

12. "Agnus Dei"  - 1'30

13. "Communio"  - 2'30

14. "Salve Regina"  - 4'44

15. "Veni Creator Spiritus"  - 5'03

Estas piezas pertenecen a las fuentes musicales descritas anteriormente:
- Fuente A: 1, 5, 7
- Fuente B: 2, 3, 4, 14
- Fuente C: 6, 15
- Fuente D: 8, 9, 10, 11, 12, 13

## Intérpretes
- Marcel Pérès (director, bassu)
- Nicole Casalonga (secunda)
- Jackie Micaëli (secunda)
- Alinie Filippi (secunda)
- Gilberte Casabianca (bassu)
- Joëlle Tomasini (bassu)
- Jean-Pierre Lanfranchi (terza)
- Jean-Étienne Langianni  (secunda)
- Claude Bellagama (secunda)
- Jérôme Casalonga (bassu)
- Antoine Sicot (bassu)

## Información adicional
- Referencia: Harmonia Mundi 901495
- Ingeniero de sonido: Jean-Martial Golaz